# 3 Indigo
3 Indigo è il primo album in studio del rapper e produttore discografico Low Kidd, pubblicato il 1º giugno 2018.

## Tracce
Testi e musiche di Lorenzo Paolo Spinosa.
1. 0R0 B1N5C0 – 1:40
2. M5HB 3 – 2:35
3. 5 ANX – 2:45
4. P3RCS & L3MON – 2:23
5. TT 3 (feat. Zuno Mattia) – 2:46
6. NTHNL (feat. NTHNL333) – 3:13
7. NSCS – 2:15
8. N3W FRI3NDS (feat. Lazza) – 2:29
9. L3TT3R3/KN0CK KN0CK – 3:00